# ماپو-دونگ
ماپو-دونگ (به لاتین: Mapo-dong) یک منطقهٔ مسکونی در کره جنوبی است که در Mapo District واقع شده‌است.